# Palác YWCA
Palác YWCA v Žitné ulici v Praze na Novém Městě se nachází v západní části ulice poblíž Karlova náměstí. Je nemovitou kulturní památkou České republiky.

## Historie
Pro YWCA (Young Women's Christian Association – Křesťanské sdružení mladých žen) byl palác stavěn v letech 1926–1929 podle plánů architekta Oldřicha Tyla. V roce 1923 vypracoval architekt první puristický návrh domu, který roku 1925 přepracoval ve funkcionalistickém stylu. Ke kolaudaci došlo roku 1927. V roce 1932 byly při statických úpravách přistavěny pilíře na čelní straně, které zrušily původní pásová okna.
Po zániku organizace v roce 1943 zde sídlilo gestapo a od roku 1951 Československý svaz  mládeže (Socialistický svaz mládeže). V roce 1953 byl dům adaptován pro ústřední školu ČSM a v letech 1983–1984 pro mládežnický hotel Junior.
Po obnovení činnosti v roce 1990 se organizace neúspěšně snažila o návrat svého sídla. K roku 2024 se na této adrese nachází Finanční úřad pro Středočeský kraj.

## Popis
Dům je šestipatrový, trojkřídlý, s ustupujícím šestým patrem a s vnitřním dvorem. Hlavní průčelí do ulice je šestiosé. Po obou krajích jsou po celé výšce ve všech patrech lodžie. Střední čtyři osy jsou děleny horizontálními pásy. Fasáda do dvora je hladká, uprostřed dvorních křídel jsou balkony.
Z doby výstavby paláce se dochovaly prosklené stěny s dveřmi, některé interiérové dveře, dlažby, madla či kovové zábradlí.

## Další informace
- Dům stojí na místě staršího dvoupatrového pavlačového klasicistního domu.[2][3]
- V roce 1928 objekt navštívil francouzský architekt Le Corbusier.[2]